# Lysholms Linie Aquavit

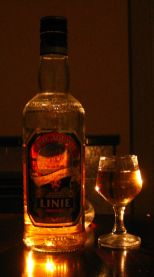
Lysholms Linie Aquavit.

Lysholms Linie Aquavit är en spritdryck (brännvin) som tillverkas i Norge. Den får sin karaktär på ett annorlunda sätt jämfört med andra typer av akvaviter. 
Lysholms är Nordens äldsta akvavit. Den sänds på en fyra månaders resa jorden runt under vilken den korsar ekvatorn två gånger. Temperaturvariationerna, havsluften och fartygets rörelser gör att akvaviten får en speciell smak i de sherryfat som den lagras i under sexton månader. År 1985 förändrades resrutten, och akvaviten får sedan dess en jordenruntresa och inte endast en tur och returresa till Australien.

## Historik
Namnet Linie Aquavit syftar på att spriten passerat "linjen", det vill säga ekvatorn. I början av 1800-talet planerade Jørgen B. Lysholm i Trondheim att sälja Linie Aquavit till andra delar av världen. Han exporterade redan torkad fisk, och familjen ägde tre fartyg som ombesörjde befraktningen ut i världen. Han sände med akvaviten som däckslast och tunnorna, som var gamla sherrytunnor, utsattes därmed för ett skiftande klimat på sin resa ner till Australien. Elaka tungor hävdar att det inte gick att sälja akvaviten, och det var därför den fick följa med hem till Trondheim igen. Hur som helst kom den tillbaka, och man upptäckte då att den fyra-fem månader långa resan i kombination med klimatväxlingarna och rullningarna, som åstadkom att akvaviten ständigt var i rörelse i tunnorna, hade påverkat den på ett positivt sätt.